# Podbielsky Cickov
Podbielsky Cickov je potok na horní Oravě, na území okresu Tvrdošín. Je to pravostranný přítok Oravy, měří 6,5 km a je tokem IV. řádu.

## Pramen
Pramení v Oravské Maguře, v podcelku Budín, na jihovýchodním svahu Budína II. (1 184,6 m n. m.) v nadmořské výšce cca 950 m n. m.

## Popis toku
Od pramene teče na krátkém úseku zprvu na jih, přibírá tři krátké přítoky v lokalitě Za Pavlovou a stáčí se více jihojihozápadně. Vstupuje do Oravské vrchoviny, z pravé strany přibírá přítok z jihovýchodního svahu Šubovky (1 127,5 m n. m.), zleva přítok z jihozápadního svahu Petrovky (942 m n. m.) a následně zprava svůj nejvýznamnější přítok, Čiernu mláku. Pak se potok stáčí jihovýchodním směrem a z obou stran přibírá několik přítoků. Z levé strany přibírá přítok z jihozápadního svahu Čížikové (925,2 m n. m.), přítok (621,3 m n. m.) z jižního svahu Čížikové; z pravé strany postupně přítok z východního svahu Prípora (1 105,8 m n. m.), z oblasti Horného ovadova, z východního svahu Búčia (894,0 m n. m.) a nakonec dva přítoky ze severního svahu Vysokého grúňa (848,7 m n. m.). Po přibrání posledního přítoku se obloukem stáčí na východ, podtéká železniční trať č. 181 a jižně od obce Podbiel ústí v nadmořské výšce přibližně 545 m n. m. do Oravy.

## Jiné názvy
- Cickov
- Cickovo
- Podbieľanský Cickov
- Podbielanský Cickov
- nářečně: Biel, Cickou